# Giuseppe Jacopini
Giuseppe Jacopini all'anagrafe Iacopini (Genova, 29 marzo 1936 – Roma, 1º dicembre 2001) è stato un matematico e informatico teorico italiano.
Ha contribuito allo sviluppo e alla diffusione dell’informatica in Italia. Collaborò con il suo professore, Corrado Böhm, con il quale nel 1966 dimostrò il teorema che porta il loro nome e che rappresenta il fondamento teorico di tutti i moderni linguaggi di programmazione strutturata. Ha lavorato all'Istituto per le applicazioni del calcolo (IAC) ed è stato docente di logica matematica e informatica presso l'Università La Sapienza di Roma. 